# Frihetsberövande i Sverige
Den juridiska begreppet frihetsberövande innebär i Sverige i korthet ingrepp som innebär att någon genom inspärrning eller övervakning är faktiskt hindrad att förflytta sig utanför ett rum eller ett annat relativt starkt begränsat område (se prop. 1997/98:105 s. 12 och 53). Frihetsberövande kan ske på flera olika sätt, enligt listan till höger.
Bestämmelser om ersättning till enskilda vid felaktiga frihetsberövanden finns i lagen (1998:714) om ersättning vid frihetsberövanden och andra tvångsåtgärder.
Den som har varit häktad på grund av misstanke om brott har rätt till ersättning,
- om det meddelas frikännande dom, åtalet avvisas eller avskrivs eller förundersökningen avslutas utan att åtal väcks,
- om det för en viss del av brottsligheten meddelas frikännande dom, åtalet avvisas eller avskrivs eller förundersökningen avslutas utan att åtal väcks, och det är uppenbart att frihetsinskränkningen inte skulle ha beslutats endast för den övriga brottsligheten,
- om något brott i domen hänförs till en mildare straffbestämmelse och det är uppenbart att frihetsinskränkningen vid en sådan bedömning inte skulle ha beslutats,
- om beslutet om frihetsinskränkning efter överklagande eller överprövning upphävs eller ersätts av ett beslut om en mindre ingripande åtgärd, eller
- om beslutet om frihetsinskränkning undanröjs utan att det beslutas om ny handläggning.[1]

Från 1832 hade Sverige två frihetsberövande straff, fängelse och straffarbete, från 1960-talet bara fängelse.

### Fotnoter
1. 1 2  https://lagen.nu/1998:714
2. ↑  ”Svenska kriminalvården”. Arkiverad från originalet den 23 juli 2014. https://web.archive.org/web/20140723134651/http://kriminalvarden.se/sv/Startsida-skolportal1/Brott-och-straff/En-fangslande-historia/. Läst 6 juli 2011.